# Вайпер
Вайпер — це клас зловмисного програмного забезпечення, призначеного для стирання (англ. wipe) жорсткого диска або іншої статичної пам'яті комп'ютера, який він заражає, зловмисно видаляючи дані та програми.

## Приклади
Зловмисне програмне забезпечення під назвою «Wiper» нібито використовувалося в атаках на іранські нафтові компанії. У 2012 році Міжнародний союз телекомунікацій надав Лабораторії Касперського жорсткі диски, нібито пошкоджені Wiper, для аналізу. Хоча зразок передбачуваного шкідливого програмного забезпечення знайти не вдалося, Касперський виявив сліди окремого шкідливого програмного забезпечення, відомого як Flame.
Шкідлива програма Shamoon містила механізм стирання диска; він використовувався в атаках зловмисного програмного забезпечення на енергетичні компанії Саудівської Аравії в 2012 і 2016 роках і використовував комерційний драйвер прямого доступу до диска, відомий як Rawdisk. Оригінальний варіант перезаписував файли частинами зображення палаючого прапора США. Варіант 2016 року був майже ідентичним, за винятком використання зображення тіла Алана Курді.
Вайпер використовувався як частина зловмисного програмного забезпечення, використовуваного Lazarus Group — кіберзлочинною групою, яка ймовірно пов'язана з Північною Кореєю, під час кібератаки в Південній Кореї в 2013 році та злому Sony Pictures у 2014 році. Злом Sony також використовував RawDisk.
У 2017 році комп'ютери в кількох країнах, особливо в Україні, були заражені NotPetya, яка є варіантом програми-вимагача Petya, яка у функціональному сенсі була вайпером. Зловмисне програмне забезпечення заражає головний завантажувальний запис корисним навантаженням, яке шифрує внутрішню файлову таблицю файлової системи NTFS. Незважаючи на те, що він все ще вимагав викуп, виявилося, що код було суттєво змінено, тому корисне навантаження не могло фактично скасувати свої зміни, навіть якщо викуп було успішно сплачено.
Кілька варіантів вайперів було виявлено під час кібератак в Україні 2022 року на пов'язані з Україною комп'ютерні системи. Програми, названі дослідниками CaddyWiper, HermeticWiper, IsaacWiper і FoxBlade, мало пов'язані одна з одною, що викликало припущення, що вони були створені різними спонсорованими державою особами в Росії спеціально для цієї нагоди.

## Рішення
Надлишковість є можливим рішенням для захисту даних від знищення. Дослідники можуть створювати системи, здатні аналізувати буфери запису до того, як вони потраплять на носій, визначати, чи є запис руйнівним, і зберігати дані під час знищення. Крім того, регулярне резервне копіювання (якщо воно зберігається на зовнішньому пристрої) дає можливість відновити втрачені дані.